# Клещёва, Марина Борисовна
Марина Борисовна Клещёва (11 октября 1965, Серпухов) — российская актриса, режиссёр.

## Биография
Родилась 11 октября 1965 года в Серпухове. Окончила школу-интернат.
Театрального образования не имеет. Впервые вышла на сцену в колонии ИК-6 строгого режима Орловской области.
В 2006 году получила первую премию на песенном конкурсе «Калина Красная».
Свою первую роль в театре сыграла в апреле 2015 года в биографическом спектакле «Лир-Клещ» (Театр.doc, Москва).
С 2016 года играет в Театре на Таганке одну из центральных ролей в спектакле режиссёра Юлии Ауг «Эльза».
В 2021 году режиссёр Елена Демидова закончила работу над документальным фильмом «Третья жизнь Марины Клещевой».
Живёт и работает в Москве.

## Работы в театре (актёр)
- 2015 — «Лир-Клещ» (реж. Варвара Фаэр). Театр.doc, Москва[1].
- 2016 — «Подлинные истории женщин, мужчин и богов» (реж. Елена Гремина). Театр.doc, Москва.
- 2016 — «Для танго двое не нужны» (реж. Марина Клещёва). Театр.doc, Москва.[5][6][7][8][9][10][11]
- 2016 — «Правозащитники» (реж. Елена Гремина). Театр.doc, Москва.[12][13]
- 2016 — «Эльза» (реж. Юлия Ауг). Театр на Таганке, Москва.[3]
- 2017 — «Долгий путь» (реж. Эрвин Гааз). Театр Эрвина Гааза, Москва.[14][15][16][17]
- 2018 — «Великая Екатерина» (реж. Эрвин Гааз, Наталия Франкова). Театр Эрвина Гааза, Москва.[18]
- 2018 — «#МАМУЙДИ» (реж. Варвара Фаэр). Театр.doc, Москва.[19]
- 2019 — «Это не я» (реж. Антон Федоров). Театр.doc, Москва.[20][21]
- 2019 — «Как Зоя гусей пасла» (реж. Александр Огарёв). Содружество актёров Таганки, Москва.[22]
- 2021 — «Вива, Вита!» (реж. Варвара Фаэр). Театр.doc, Москва.[23]

## Работы в театре (режиссёр)
- 2016 — «Для танго двое не нужны». Театр.doc, Москва.
- 2021 — «Моя война». Театр.doc, Москва.

## Работы в кино
- 2015 — «Закон каменных джунглей» (реж. Павел Костомаров).
- 2016 — «Ученик» (реж. Кирилл Серебренников)
- 2017 — «Секретарша» (реж. Радда Новикова)
- 2017 — «Чистосердечное признание» (реж. Пётр Борисов)
- 2017 — «Кроткая» (реж. Сергей Лозница)[24]
- 2017 — «Фантом»
- 2017 — «След»
- 2018 — «Каникулы президента» (реж. Илья Шерстобитов)
- 2018 — «Звоните ДиКаприо!» (реж. Жора Крыжовников)[25]
- 2018 — «Инкубатор» (реж. Екатерина Шагалова)[26]
- 2018 — «Лето» (реж. Кирилл Серебренников)
- 2019 — «Текст» (реж. Клим Шипенко)[27]
- 2019 — «Вирус» («Заражение») — Галина Садыкова
- 2020 — «257 причин, чтобы жить»
- 2020 — «Анимация» — мама Василисы
- 2020 — «Блокадный дневник»
- 2020 — «Бомба»
- 2020 — «Катран»
- 2021 — «Подельники» (реж. Евгений Григорьев)
- 2021 — «Петровы в гриппе» (реж. Кирилл Серебренников)[4]
- 2022 — «ЮЗЗЗ» — баба Люба
- 2022 — «Стрим» — охранник школы
- 2022 — «Кунгур» — баба Клава
- 2022 — «Жанна» — Людмила Троицкая
- 2022 — «Время надежды» — охранница ОМОН
- 2023 — «За нас с вами» (реж. Андрей Смирнов) — Клава
- 2023 — «Отмороженные» (реж. Аня Мирохина) — соседка Фила
- 2024 — «Престиж» (реж. Сергей Сенцов) — санитарка
- 2024 — «Жека Рассел» (реж. Виталий Дудник) — гл. роль
- 2025 — «Ландыши. Такая нежная любовь» (реж. Александр Карпиловский) — Галина

## Цитаты
- «Марина Клещёва — русский брильянт, талант „от кишок“, уникальная судьба»[3] — Кирилл Серебренников, 2016.
- «Её жизнь полна таких драматических коллизий, что хватит на несколько постановок. Марина органична в каждом слове, каждом жесте. Она не пытается что-то приукрасить, обелить себя и выставить в более выгодном свете. Она не боится выглядеть нелепо, не пытается понравиться, не стремится представить свою жизнь как череду драм и вызвать тем самым у зрителя жалость. Клещёва с иронией относится к себе. Впрочем, она прошла такие университеты, что только так и можно. Она по-настоящему самобытна, безусловно талантлива. Именно поэтому сегодня она появляется и в кино, и на других театральных площадках Москвы. И кажется, что именно её искренности всем нам не хватало» — Феликс Грозданов, 2017.